# Tschugunow-Gletscher
Der Tschugunow-Gletscher (russisch Ледник Чугунова Lednik Tschugunowa) ist ein 24 km langer Gletscher an der Oates-Küste des ostantarktischen Viktorialands. Er liegt unmittelbar nördlich des Astachow-Gletschers und gehört wie dieser zu einer Reihe von Gletschern, die von den Osthängen der Explorers Range in den Bowers Mountains zur Ob’ Bay fließen.
Kartiert wurde er anhand von Luftaufnahmen, die bei einer sowjetischen Antarktisexpedition im Jahr 1958 entstanden. Namensgeber ist der sowjetische Atmosphärenforscher N. A. Tschugunow, der mit seinem Expeditionskameraden M. I. Rochlin bei dieser Forschungsreise im Januar 1958 an Bord des Forschungsschiffs von herabfallenden Eismassen erschlagen wurde.